# Duomyia testacea
Duomyia testacea är en tvåvingeart som först beskrevs av Macquart 1855.  Duomyia testacea ingår i släktet Duomyia och familjen bredmunsflugor. Inga underarter finns listade i Catalogue of Life.